# Isidro Marfori
Isidro Marfori (ur. 1890, zm. 1949) – filipiński poeta.
Urodził się w Calamba w prowincji Laguna, mieście które wydało na świat choćby José Rizala. Zdobywca rozlicznych nagród poetyckich, w twórczości jego wyraźnie widoczne są wpływy współczesnych mu poetów języka hiszpańskiego, tak tych latynoamerykańskich jak i hiszpańskich. Opublikował zbiory poezji Cadencias, Aromas de ensueño, Bajo el yugo del dólar, Sonetos, oraz Versos. 
Jego wczesne kompozycje poetyckie nawiązują stylistyką do José Maríi Vargasa Vili i Gustavo Adolfo Bécquera, zdradzając inspiracje w większym stopniu romantyzmem niźli bliższym mu czasowo modernizmem. Zaliczany jest do twórców złotej epoki literatury hiszpanofilipińskiej, wymieniany także wśród wielkich poetów hiszpańskojęzycznych wywodzących się z archipelagu, wraz z Jesúsem Balmorim, Cecilio Apóstolem, Claro Mayo Rectą i Fernando Maríą Guerrero. Jego prace zostały uwzględnione w Parnaso Filipino. Antología de poetas del Archipiélago Magallánico (1922).
Zmarł w Hiszpanii.